# Eurystyles
Eurystyles é um género botânico pertencente à família das orquídeas (Orchidaceae). Foi proposto por Wawra em Oesterreichische Botanische Zeitschrift 13: 223, em 1863, tipificado pela Eurystyles cotyledon Wawra. O nome do gênero vem do grego eury, amplo, e stylis, coluna.
Este gênero, foi criado subordinado originalmente à família das Zingiberaceae.
É composto por espécies epífitas, que vivem em florestas sombrias, sobre galhos ou cipós repletos de musgo, onde nunca falta umidade, do Caribe e sul do México até a Argentina, porém ausentes no Chile e Uruguay.
Eurystyles é um gênero próximo a Lankesterella, do qual difere por apresentar grandes brácteas florais e, em regra, muito mais flores que o segundo, além disso, dispostas em espiral na inflorescência que é pendente, enquanto em Lankesterella as flores são poucas e geralmente viradas para apenas um lado e a inflorescência muito mais ereta. Ambos os gêneros são compostos por plantas que medem menos de cinco centímetros de altura, com folhas perenes, verde claras, brilhantes, eventualmente pubescentes, formando uma roseta compacta.
Hoehne era enfático ao dividir este gênero em dois, opinião atualmente compartilhada por Szlachetko. Pabst e Pridgeon et al não o dividem. Para ressaltar as diferenças e semelhanças entre as espécies vem aqui separadas em dois grupos, Eurystyles e Pseudoeurystyles.
O gênero Pseudoeurystyles foi proposto por Hoehne em Arquivos de Botânica do Estado de São Paulo 1: 129, em 1944, tipificado pela Pseudoeurystyles schwackeana Hoehne, hoje considerada um sinônimo da Pseudoeurystyles lorenzii (Cogn.) Hoehne, antes descrita como Stenoptera lorenzii Cogn.. O nome do gênero vem de pseudo, falso, eury, amplo, e stylis, coluna, no caso Eurystyles, nome do outro gênero do qual essas espécies são próximas. Todas as espécies transferidas para Pseudoeurystyles provém da Serra do Mar e suas ramificações, apenas nos estados do sudeste, além do Paraná, sendo portanto um gênero exclusivamente brasileiro. Como a validade deste gênero é controversa, por hora preferimos considera-lo sinônimo de Eurystyles.
Assim sendo, Eurystyles é um gênero ainda mais próximo a Pseudoeurystyles, proposto por Hoehne, com o qual compartilha as caracteristicas já citadas. Eurystyles difere, entretanto, por apresentar flores compactamente reunidas formando uma roseta na extremidade da inflorescência, enquanto em Pseudoeurystyles estas encontram-se espaçadas na haste. Adicionalmente o labelo das flores de Eurystyles apresenta aurículas ao lado do unguículo, ausentes em Pseudoeurystyles.
Em 1985, Burns-Bal., H.Rob. & M.S.Foster propuseram um novo gênero, Synanthes, tipificado pela Synanthes bertonii Burns-Bal., H.Rob. & M.S.Foster, para o qual transferiram a E. borealis A.H.Heller. Ainda não a consenso sobre a aceitação deste gênero.

## Espécies
Do grupo Eurystyles:

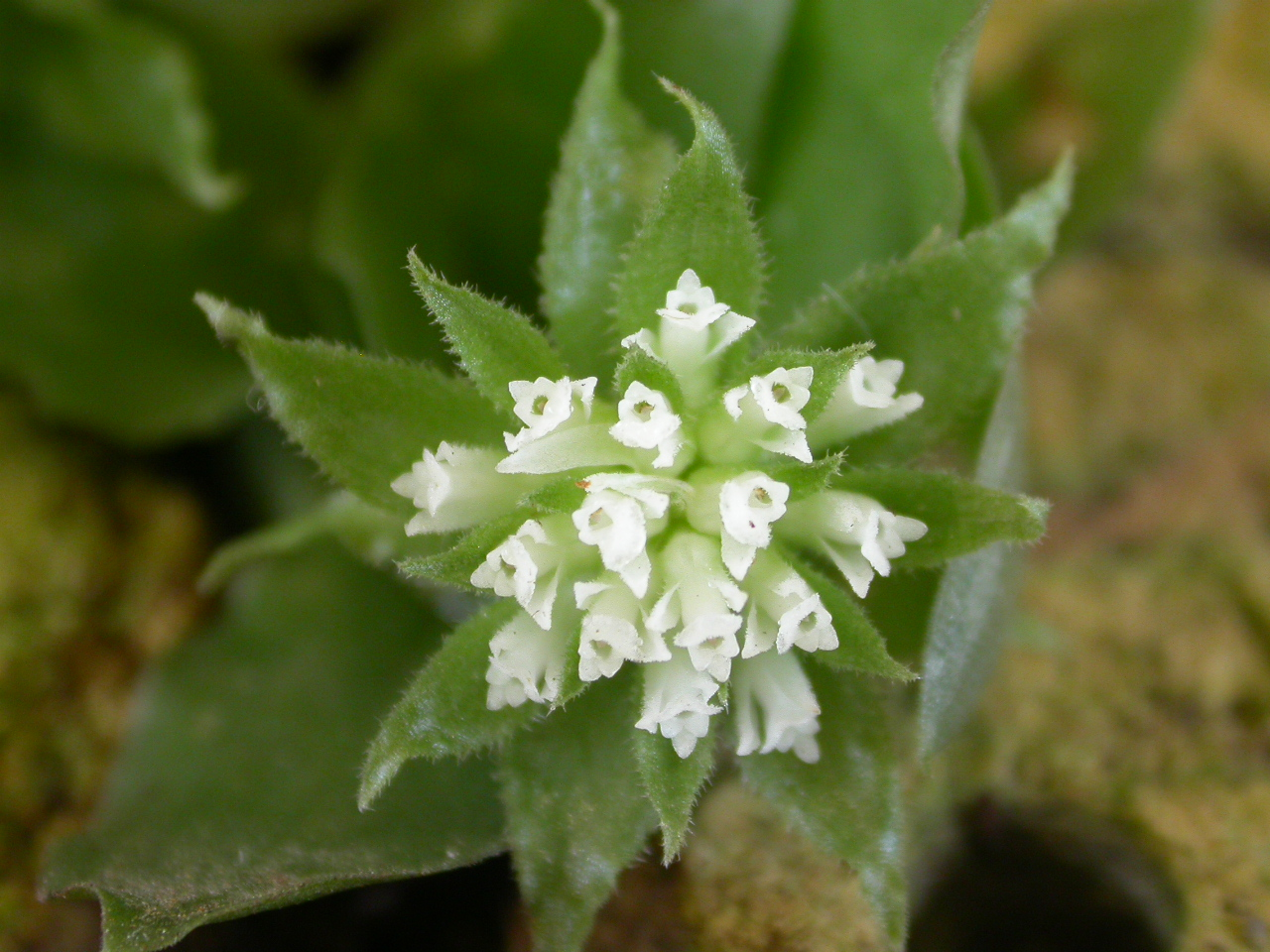
Eurystyles actinosophila

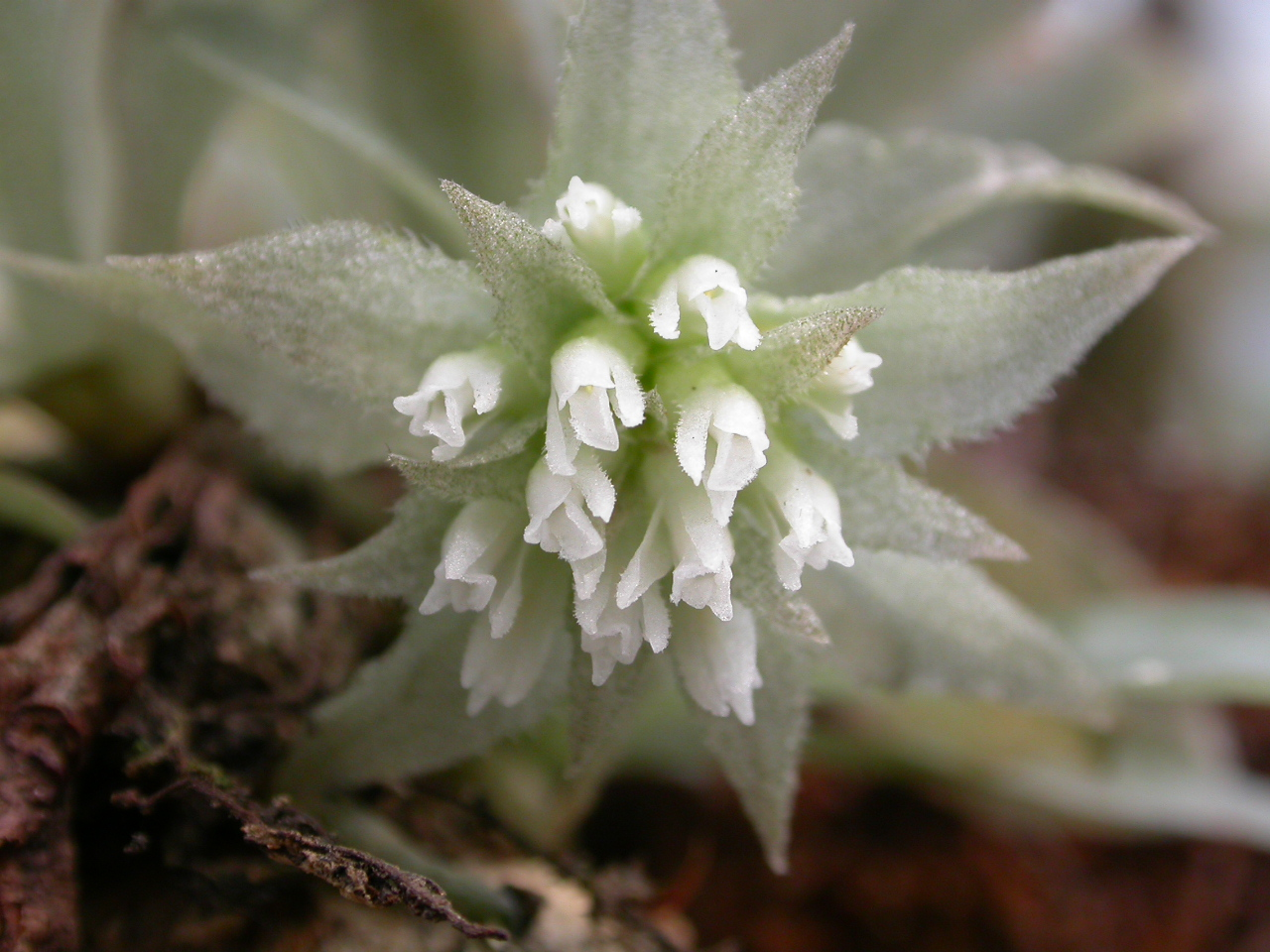
Eurystyles cotyledon

1. Eurystyles actinosophila (Barb.Rodr.) Schltr., Repert. Spec. Nov. Regni Veg. Beih. 35: 39 (1925).
2. Eurystyles alticola Dod, Moscosoa 3: 49 (1978).
3. Eurystyles ananassocomus (Rchb.f.) Schltr., Repert. Spec. Nov. Regni Veg. Beih. 35: 39 (1925).
4. Eurystyles borealis A.H.Heller, Fieldiana, Bot. 31: 279 (1968).
5. Eurystyles christensonii D.E.Benn., Icon. Orchid. Peruv.: t. 660 (2001).
6. Eurystyles cornu-bovis Szlach., Fragm. Florist. Geobot. 37: 16 (1992).
7. Eurystyles cotyledon Wawra, Oesterr. Bot. Z. 13: 223 (1863).
8. Eurystyles cristata (Schltr.) Schltr., Repert. Spec. Nov. Regni Veg. Beih. 35: 39 (1925).
9. Eurystyles crocodilus Szlach., Bull. Mus. Natl. Hist. Nat., B, Adansonia 16: 103 (1994).
10. Eurystyles domingensis Dod, Moscosoa 1: 43 (1977).
11. Eurystyles guentheriana (Kraenzl.) Garay, Bot. Mus. Leafl. 28: 319 (1980 publ. 1982).
12. Eurystyles hoehnei Szlach., Orchidee (Hamburg), Suppl. 2: 51 (1994).
13. Eurystyles lobata Chiron & V.P.Castro, Richardiana 7: 9 (2007 publ. 2006).
14. Eurystyles rutkowskiana Szlach., Polish Bot. J. 46: 63 (2001).
15. Eurystyles standleyi Ames, Schedul. Orchid. 9: 9 (1925).

Do grupo Pseudoeurystyles:
1. Eurystyles cogniauxii (Kraenzl.) Schltr., Repert. Spec. Nov. Regni Veg. Beih. 35: 39 (1925).
2. Eurystyles gardneri (Lindl.) Garay, Opera Bot., B 9(225: 1): 257 (1978).
3. Eurystyles lorenzii (Cogn.) Schltr., Repert. Spec. Nov. Regni Veg. Beih. 35: 39 (1925).
4. Pseudoeurystyles ochyrana Szlach., Mytnik & Rutk., Polish Bot. J. 46: 131 (2001).
5. Eurystyles splendissima Szlach., Orchidee (Hamburg), Suppl. 2: 45 (1994).